# 月内駅
月内駅（ウォルレえき）は、大韓民国釜山広域市機張郡にある韓国鉄道公社東海線の駅。当駅には電鉄線の電車のみが停車する。

## 歴史
- 1935年12月16日 - 開業。
- 2016年12月30日 - 東海南部線が東海線に編入[1]。
- 2019年7月15日 - 定期旅客列車停車中止
- 2021年12月28日 - 東海電鉄線が日光駅 - 太和江駅間で延伸開業。同時に休止していた旅客営業を再開する[2]。

## 隣の駅
韓国鉄道公社
●東海電鉄線
佐川駅 - 月内駅 - 西生駅